# 10257 Garecynthia
10257 Garecynthia è un asteroide della fascia principale. Scoperto nel 1977, presenta un'orbita caratterizzata da un semiasse maggiore pari a 3,4616329 UA e da un'eccentricità di 0,0851270, inclinata di 4,95115° rispetto all'eclittica.